# Conus kevani
Espèce
Statut de conservation UICN

 LC  : Préoccupation mineure
Conus kevani est une espèce de mollusques gastéropodes marins de la famille des Conidae.
Comme toutes les espèces du genre Conus, ces escargots sont prédateurs et venimeux. Ils sont capables de « piquer » les humains et doivent donc être manipulés avec précaution, voire pas du tout.

## Description
La longueur maximale enregistrée de la coquille est de 17 mm. 

## Distribution
Locus typicus: "Golfe du Venezuela, près des îles Monges, Venezuela."

Cette espèce est présente dans la mer des Caraïbes au large du Venezuela.

### Niveau de risque d’extinction de l’espèce
Selon l'analyse de l'UICN réalisée en 2011 pour la définition du niveau de risque d'extinction, cette espèce est endémique à une zone allant de Cobo la Vela, en Colombie, au Golfe du Venezuela et aux îles Monges, au Venezuela. Il n'y a pas de menaces connues et elle vit dans une zone inhabitée. Cette espèce est classée dans la catégorie "préoccupation mineure".

## Taxonomie

### Publication originale
L'espèce Conus kevani a été décrite pour la première fois en 1987 par le malacologiste américain Edward James Petuch dans la publication intitulée « Charlottesville, Virginia: The Coastal Education and Research Foundation »,.

### Synonymes
- Conasprelloides kevani (Petuch, 1987) · non accepté
- Conus (Dauciconus) kevani Petuch, 1987 · appellation alternative